# Idjwi
Idjwi è un'isola della Repubblica Democratica del Congo localizzata all'interno del lago Kivu.
Il territorio dell'isola, estesa per circa 340 km², appartiene alla Provincia del Kivu Sud.
In questa isola hanno trovato rifugio i Bambuti, un'etnia pigmea.